# Crassimarginatella japonica
Crassimarginatella japonica är en mossdjursart som först beskrevs av Ortmann 1890.  Crassimarginatella japonica ingår i släktet Crassimarginatella och familjen Calloporidae. Inga underarter finns listade i Catalogue of Life.